# Prunus pedunculata
Espèce
Synonymes
- Amygdalus pallasii Turcz.
- Amygdalus pallasii Turcz. ex Steud.
- Amygdalus pedunculata Pall.
- Amygdalus pedunculatus Pall.[note 1]
- Amygdalus pilosa Turcz.
- Armeniaca pedunculata hort.
- Armeniaca pedunculata hort. ex Loudon
- Louiseania pedunculata (Pall.) G.V.Eremin & A.A.Yushev
- Prunus pallasiana Dorffer
- Prunus pilosa (Turcz.) Maxim.

Prunus pedunculata est une espèce de plantes à fleurs de la famille des Rosaceae. C'est un arbuste ornemental originaire de Mongolie, du nord de la Chine et de Sibérie.